# Liparophyllum capitatum
Liparophyllum capitatum là một loài thực vật có hoa trong họ Menyanthaceae. Loài này được (Nees) Tippery & Les mô tả khoa học đầu tiên năm 2009.